# Jozo Mašić
Jozo Mašić (Tomislavgrad, 13. studenog 1956. - Livno, 9. siječnja 2017.), bio je hrvatski i bosanskohercegovački književnik, novinar, amaterski slikar i kipar.

## Životopis
U rodnom je Tomislavgradu završio osnovnu školu i gimnaziju, a zvanje profesora hrvatskoga jezika i književnosti stekao na Filozofskom fakultetu u Sarajevu. Kao novinar i pisac surađivao je sa sarajevskim Oslobođenjem, Svjetlom riječi, te Našim ognjištima, a u vrijeme Domovinskog rata bio je glavni i odgovorni urednik Tomislavgradskih ratnih novina. Bio je jednim od utemeljitelja i urednika Hercegbosanske novinske agencije (HABENA) u Mostaru, te zatim glavni urednik tjednika "Horizont". Bio je istaknuti kulturni djelatnik, tajnik tomislavgradskog ogranka Matice hrvatske, stručni savjetnik za kulturno-umjetničke programe Doma kulture Tomislavgrad, te pomoćnik ministra za kulturu, prosvjetu i šport općine Tomislavgrad.
Književni opus čini mu više od dvije stotine književno-kritičkih tekstova, eseja, ogleda, studija, prikaza, recenzija i političkih kolumni. Pripovijetkama je zastupljen u nekoliko izbora i antologija u Hrvatskoj i Bosni i Hercegovini, a "Roman o Ljiljani" uvršten je u ediciju "Hrvatska književnost u BiH u 100 knjiga". Bio je članom Društva hrvatskih književnika iz Zagreba i Društva hrvatskih književnika Herceg Bosne iz Mostara, čiji je jedan od utemeljitelja.
Osim bavljenjem slikarstvom i kiparstvom, zajedno s glumcima amaterima iz Tomislavgrada i Čapljine na scenu je postavio nekoliko dramskih tekstova. Bio je uposlenik Srednje strukovne škole, a jedno vrijeme i ravnatelj Gimnazije Marka Marulića u Tomislavgradu.

## Popis djela (nepotpun)
- Roman o Ljiljani (1986.)
- Ljudi i tice (2017.)

## Vanjske poveznice
- Književnik Jozo Mašić iz Sarajlija kleše kipove zaštitnika duvanjskih crkava: Strah me jedino narudžbe iz župe Svi Svetih Slobodna Dalmacija (objavljeno 6. lipnja 2003., pristupljeno 11. siječnja 2017.) Arhivirana inačica izvorne stranice od 15. veljače 2017. (Wayback Machine)